# Malyniwka (Oleksandrija)
Malyniwka (ukrainisch Малинівка; russisch Малиновка Malinowka) ist ein Dorf im Osten der ukrainischen Oblast Kirowohrad mit etwa 370 Einwohnern (1. April 2013).

## Geographie
Das Dorf liegt im Rajon Oleksandrija 22 km nordwestlich des ehemaligen Rajonzentrum Petrowe und 15 km südwestlich der Siedlung städtischen Typs Balachiwka.
Am 12. Juni 2020 wurde das Dorf ein Teil der neugegründeten Siedlungsgemeinde Petrowe, bis dahin bildete es die gleichnamige Landratsgemeinde Malyniwka (Малинівська сільська рада/Malyniwska silska rada) im Westen des Rajons Petrowe.
Am 17. Juli 2020 kam es im Zuge einer großen Rajonsreform zum Anschluss des Rajonsgebietes an den Rajon Oleksandrija.